# 굿 저먼
굿 저먼(The Good German)은 미국에서 제작된 스티븐 소더버그 감독의 2006년 드라마, 미스터리, 스릴러, 멜로/로맨스 영화이다. 조지 클루니 등이 주연으로 출연하였고 벤 코스그로브 등이 제작에 참여하였다.

## 출연

### 주연
- 조지 클루니
- 케이트 블란쳇

### 조연
- 보 브리지스
- 잭 톰슨
- 존 로더
- 토비 맥과이어
- 도미닉 콤퍼레이토어
- 데이브 파워
- 토니 커렌
- 라빌 이시아노브
- J. 폴 보에머
- 보리스 키에브스키
- 알렉산드르 사운초브
- 돈 퍼그슬리
- 릴랜드 오서
- 로빈 웨이거트
- 브랜던 키너
- 데이빗 윌리스
- 크리스찬 올리버

## 제작진
- 원작자: 조셉 캐논
- 미술: 필립 메시나
- 의상: 루이즈 프로글리
- 배역: 데브라 제인